# Paecilaema micropunctatum
Paecilaema micropunctatum is een hooiwagen uit de familie Cosmetidae.